# Dalida Collection
Dalida Collection è una raccolta postuma della cantante italo-francese Dalida, pubblicata nel 2001 da Universal Music Italia.
Questo album venne creato per il mercato italiano e prodotto sia in doppio CD che in doppia musicassetta.
Il primo disco racchiude alcuni grandi successi della cantante, mentre nel secondo sono inclusi alcuni remix postumi già pubblicati negli album Comme si j'étais là (e Come se fossi qui... - 1995 e 1999), À ma Manière... (1996), L'an 2005 (1997), Le Rêve Oriental (1998) e Revolution - 5e du nom (2001).

## Tracce

### CD 1 - I Grandi Successi
1. Bang bang
2. L'ultimo valzer
3. La danza di Zorba
4. Aranjuez la tua voce
5. Darla dirladada
6. Mama
7. Dan dan dan
8. Oh Lady Mary
9. Un po' d'amore
10. Ciao amore, ciao
11. Quelli erano giorni
12. Tornerai
13. Le promesse d'amore
14. Milord
15. Il silenzio
16. La mia vita è una giostra
17. Mamy blue
18. Non è più la mia canzone
19. 18 anni
20. Paroles, paroles (in duo con Alain Delon)
21. Gli zingari
22. Les enfants du Pirée

### CD 2 - Discodalida 2001
1. Darla dirladada (versione remix 2001)
2. Besame mucho (versione remix 1995)
3. Dans tes bras (versione remix 1996)
4. La colpa è tua (versione remix 1996)
5. La mamma
6. Salma ya salama (Sueño flamenco) (versione ispano-egiziana)
7. Flamenco "Oriental"
8. Ti amo (Je t'aime) (versione remix 1995)
9. La vie en rose (versione remix 1996)
10. Gigi l'amoroso (versione remix 1996)
11. Laissez-moi danser (versione remix 1995)
12. Generazione Dalida (medley - versione remix 1999 di Génération Dalida)
13. Laggiù nel buio (versione remix 1999 di Là bas dans le noir)
14. Nel 2023 (versione remix 1999)
15. Mourir sur scène (versione remix 1995)